# Chlorophorus cingalensis
Chlorophorus cingalensis är en skalbaggsart som först beskrevs av Charles Joseph Gahan 1906.  Chlorophorus cingalensis ingår i släktet Chlorophorus och familjen långhorningar.
Artens utbredningsområde är Sri Lanka. Inga underarter finns listade i Catalogue of Life.